# Valea Mică (Cleja), Bacău
Valea Mică (în maghiară Pokolpatak sau Rosszpatak, în trecut, Valea Rea) este un sat în comuna Cleja din județul Bacău, Moldova, România.

## Denumire
Denumirile vechi locale ale satului sunt Rosszpatak / Rossz-patak și Pokolpatak (ultimul în traducere cuvânt cu cuvânt fiind „Pârâul Iadului”), oficial Valea Rea. Numele actual Valea Mică a fost publicat în decretul nr. 799 din 17 decembrie 1964 privind schimbarea denumirii unor localități.
Potrivit tradiției orale, parohul de Cleja pe nume Minuț (Minuc) a cerut schimbarea numelui în Valea Mică (în maghiară Kicsi patak) la mijlocul secolului al XX-lea, însă a existat și un cantor cu același nume de familie, Péter Minuc (Minuț) iar identitatea inițiatorului nu este cunoscută exact.
Însă, denumirea Pokol în dialectul ceangăiesc pe lângă înțelesul cunoscut de „iad”, parohul Ince János Petrás a explicat că „pokol este folosit ca adjectiv pentru tot ceea ce este printre vii, mișcător, isteț, băgător, fals, răutăcios, obraznic, așa că aici li se spune pokol: om-pokol, copil-pokol, preot-pokol, femeie-pokol, birău-pokol etc. și mai ales, cei care își îndeplinesc îndatoririle cu strictețe se fac vrednici de acest nume.”
Tot parohul a consemnat o poezie ce include cuvântul, însă a cărei element principal a rămas nedeslușit: Pokol szőrü paripádot,/Nyergeld ne tásd el ě szádot./Met ha üdődöt halasztod/Galambodot el szalasztod.
Potrivit istoricului Péter Halász, este totuși posibil ca numele așezării să fi fost dat de cursul de apă care a provocat multe probleme de-a lungul timpului. Pârâul Valea Rea, afluent de dreapta al râului Siret, izvorăște din partea de vest a satului.

## Istoric
Satul a fost inițial o așezare de răzeși, fiind situat pe marginea văii care se unește cu depresiunea de sub Cleja (în maghiară Klézse), la poalele dealului Rusu. Prima mențiune a fost făcută de preotul Elek Gegő⁠(hu)[traduceți] în 1838, când a declarat că aparține Clejei.
Potrivit lui András Duma-István, în timpul unei epidemii din a doua jumătate a secolului al XVIII-lea, unii dintre locuitori au fost relocați în altă parte, iar în locul lor au venit refugiații secui în urma Masacrului de la Siculeni. Scriitorul János Jerney⁠(hu)[traduceți] a menționat în 1851 satul ca filială a parohiei din Cleja, cu o populație de 250 de locuitori romano-catolici aproape în totalitate ceangăi vechi, dar cu o minoritate de secui.
Episcopul Vicariatului Apostolic al Moldovei a raportat în 1857 că populația era de 121 de locuitori, astfel înțelegându-se că aceasta fluctua ori registrele nu erau sigure, întrucât pentru o perioadă lungă de timp localitatea nu a fost considerată nici măcar o așezare independentă din punct de vedere administrativ. Populația a crescut la începutul secolului al XX-lea. Până în 1930 a ajuns la 283 de locuitori, dar ceangăii maghiari nu au fost menționați separat.
În sat a existat o sinagogă.
În Dicționarul geografic al județului Bacău (1895) al Ortensiei Racoviță, satul figura în comuna Cleja din plasa Bistrița de Jos cu 37 de familii și 132 de locuitori. Numărul animalelor era: 16 cai, 161 vite cornute, 18 capre și 15 porci. Lipsa oilor probabil se datora existenței acestora la o stână îndepărtată de sat.
În 1912, populația totală era de 454 de locuitori în sat și alți 393 în porțiunea de târg a localității.
Satul este împărțit în trei părți: Cernat, Pokolpatak și Kicsipatak sau, dintr-o altă perspectivă, din Valea Rea de Jos și Valea Rea de Sus. Oamenii aparținând populației unei părți anume din sat, de obicei, sunt înrudiți, datorită faptului că în trecut se căsătoreau între ei. Terenurile arabile și fertile se aflau în zona numită Szeretere sau Mezőség, însă după construirea barajului Răcăciuni terenurile au ajuns sub apa lacului. Zona Cernat se consideră a fi fost colonizată de locuitori de limbă română din Gheorghe Doja în secolul al XX-lea, fenomen explicat de relația strânsă între comunitățile din Valea Mică și Gheorghe Doja și respectiv Cleja și Somușca.
În anii 1940 au emigrat în Ungaria, la Egyházaskozár, Baranya, folcloriștii llésné Dávid (1908–1988) și György Máris (1903–1982), care au transmis folclorul local.
În sat au existat mai multe clopotnițe, dar care au fost demolate în anii 1980. Crucile aferente din lemn cu inscripții în limba maghiară au fost înlocuite cu altele din beton cu inscripții în limba română.
La recensământul din 1992 existau 705 locuitori dintre care 676 erau de confesiune romano-catolică.
Potrivit lui Vilmos Tánczos, între cei 705 locuitori recenzați, 600 (85%) mai vorbeau limba maghiară la nivelul anilor 1990. În 2002, la 735 de locuitori, iar în 2009 la 770 de locuitori exista o proporție asemănătoare de 83% iar 89% au susținut că înțeleg limba maghiară. S-a concluzionat că doar copiii nu vorbesc limba maghiară în primii ani de viață, dar o capătă mai târziu.
În anul 1990 a început construcția noii biserici pe amplasamentul celei vechi, având hramul „Fericitul Ieremia Valahul”. Filiala a devenit parohie independentă în anul 2004.
După anul 2000 a fost organizat învățământul extrașcolar în limba maghiară.